# Фрата
Фрата (рум. Frata) — село у повіті Клуж в Румунії. Входить до складу комуни Фрата.
Село розташоване на відстані 298 км на північний захід від Бухареста, 35 км на схід від Клуж-Напоки.

## Населення
За даними перепису населення 2002 року у селі проживали 1730 осіб.
Національний склад населення села:
| Національність | Кількість осіб | Відсоток |
| -------------- | -------------- | -------- |
| румуни         | 1488           | 86,0%    |
| цигани         | 135            | 7,8%     |
| угорці         | 107            | 6,2%     |

Рідною мовою назвали:
| Мова      | Кількість осіб | Відсоток |
| --------- | -------------- | -------- |
| румунська | 1520           | 87,9%    |
| циганська | 107            | 6,2%     |
| угорська  | 103            | 6,0%     |